# Ferrirockbridgeïta
La ferrirockbridgeïta és un mineral de la classe dels fosfats que pertany al grup de la rockbridgeïta.

## Característiques
La ferrirockbridgeïta és un fosfat de fórmula química (Fe3+0.67◻0.33)₂(Fe3+)₃(PO₄)₃(OH)₄(H₂O). Es tracta d'una espècie aprovada per l'Associació Mineralògica Internacional, i publicada per primera vegada el 2019. Cristal·litza en el sistema ortoròmbic.
L'exemplar que va servir per a determinar l'espècie, el que es coneix com a material tipus, es troba conservat a les col·leccions del museu mineralògic i geològic de la Universitat Harvard, a Cambridge (EUA) amb el número de catàleg: 95086.

## Formació i jaciments
Va ser descoberta a la mina Palermo No. 1, a la localitat de Groton, al comtat de Grafton (Nou Hampshire, Estats Units), on es troba en pegmatites granítiques. També ha estat trobada a les pegmatites de Hagendorf Sud, a l'Alt Palatinat (Baviera, Alemanya). Aquests dos indrets són els únics de tot el planeta on ha estat descrita aquesta espècie mineral.